# Stensjön (Hjortsberga socken, Blekinge)
Stensjön är en sjö i Ronneby kommun i Blekinge och ingår i Nättrabyån-Ronnebyåns kustområde. Sjön är 12,7 meter djup, har en yta på 0,107 kvadratkilometer och befinner sig 94,2 meter över havet.

## Delavrinningsområde
Stensjön ingår i det delavrinningsområde (624571-147101) som SMHI kallar för Inloppet i Listersjön. Medelhöjden är 89 meter över havet och ytan är 3,94 kvadratkilometer. Räknas de 7 avrinningsområdena uppströms in blir den ackumulerade arean 54,79 kvadratkilometer. Avrinningsområdets utflöde Listerbyån mynnar i havet. Avrinningsområdet består mestadels av skog (81 %). Avrinningsområdet har 0,1 kvadratkilometer vattenytor vilket ger det en sjöprocent på 2,6 %.